# Mamrzyca północna
Mamrzyca północna (Epeolus variegatus) – gatunek błonkówki z rodziny pszczołowatych.

## Zasięg występowania
Europa, notowana w Austrii, Czechach, Danii, Finlandii, we Francji, w Hiszpanii, na Litwie, w Luksemburgu, Niemczech, Polsce, europejskiej części Rosji, Rumunii, na Słowacji, w Słowenii, Szwajcarii, Wlk. Brytanii, na Węgrzech oraz we Włoszech (łącznie z Sardynią i Sycylią).
W Polsce pospolita w całym kraju.

## Budowa ciała
Osiąga 5-8 mm długości ciała. Piąty sternit wydłużony z zaokrągloną tylną krawędzią.
Ubarwienie czarne z kępkami gęstych, białych włosków rozrzuconych po całym ciele. Nogi czerwono-bordowe. U samicy zatarczka  oraz oczy również czerwono-bordowe, zaś u samca zatarczka czarna a oczy szarobrązowe..

## Biologia i ekologia
Występuje na suchych, piaszczystych terenach: żwirowniach, wydmach, przydrożach, skarpach, nieużytkach, polanach, łąkach itp. Spotykana od czerwca do września.. W ciągu roku występuje jedno pokolenie.
Gatunek melitofagiczny. Larwy są kleptopasożytami gniazd lepiarek: Lepiarki jedwabniczki, lepiarki kocankowej, Colletes similis i lepiarki słonolubnej. Imago żywią się nektarem i pyłkiem kwiatów,  najczęściej starca jakubka a także jaskru rozłogowego, ostrożenia polnego, marchwi zwyczajnej, wrotyczu pospolitego, koniczyny polnej krwawników, brodawników, goryczeli, macierzanek, itp.